# 林弥三吉
林 弥三吉（旧字体：林 彌三吉、はやし やさきち、1876年（明治9年）4月8日 - 1948年（昭和23年）8月31日）は、日本の陸軍軍人。最終階級は陸軍中将。

## 経歴
石川県出身。林三二の長男として生れる。陸軍幼年学校を経て、1896年（明治29年）11月、陸軍士官学校（8期）を卒業。1897年（明治30年）6月、歩兵少尉に任官し歩兵第19連隊付となる。1903年（明治36年）11月、陸軍大学校（17期）を卒業。
1904年（明治37年）6月、歩兵第18旅団となり日露戦争に出征し、さらに第3軍と鴨緑江軍の兵站参謀を歴任。1906年（明治39年）1月、陸軍省出仕（軍務局）となり、軍務局課員を経て、1909年（明治42年）1月、歩兵少佐に昇進。同年12月、ドイツ駐在となり、ドイツ大使館付武官補佐官、陸大教官を歴任し、1914年（大正3年）11月、歩兵中佐に進級。1915年（大正4年）2月、参謀本部員に就任し、同時に1918年（大正7年）4月まで山縣有朋元帥副官を兼務した。
1917年（大正6年）8月、歩兵大佐に昇進し参謀本部課長に就任。1918年8月、浦塩派遣軍参謀としてシベリア出兵に出征。1919年（大正8年）7月、歩兵第37連隊長に着任し、第14師団参謀長、軍務局軍事課長を歴任。1922年（大正11年）8月、陸軍少将に進級し支那公使館付武官となった。
1925年（大正14年）5月、歩兵第3旅団長に就任し、1927年（昭和2年）3月、陸軍中将に進み教育総監部付となる。同年7月、陸軍歩兵学校長に就任。その後、第4師団長、東京警備司令官を歴任し、1932年（昭和7年）2月に待命、翌月、予備役に編入された。
1947年（昭和22年）11月28日、公職追放仮指定を受けた。

## 栄典

### 位階
- 1897年（明治30年）10月15日 - 正八位[2]
- 1899年（明治32年）12月26日 - 従七位[3]
- 1917年（大正6年）8月30日 - 従五位[4]
- 1922年（大正11年）9月11日 - 正五位[5]

### 勲章等
- 1940年（昭和15年）8月15日 - 紀元二千六百年祝典記念章[6]

## 親族
- 長男 林敬三（内務官僚、統合幕僚会議議長）
- 娘婿 安藤狂四郎（内務官僚）・木村行蔵（内務官僚）・能登清久（海軍大佐）

## 著作
- 林彌三吉 述『楠公の敎訓』兵書出版社、昭和11
- 林彌三吉 著『空軍獨立ノ提唱』林彌三吉、昭和11
- 林彌三吉 著『文武權の限界と其の運用』兵書出版社、昭和11
- 林彌三吉 著『楠公の戰術上及精神上の敎訓』兵書出版社、昭和12
- 林彌三吉 著、國民新聞社 編『楠公を語る』文友堂、昭和13
- 林彌三吉 著『大楠公』萬里閣、昭和15
- 林彌三吉 著『大楠公詳傳』新興亞社、昭和16
  - 林彌三吉 著『大楠公詳傳 普及版』新興亞社、1942.11
- 林彌三吉 述「楠公精神」『經濟倶樂部講演 昭和17年 第10輯』東洋經濟新報社出版部、1942.4
- 林彌三吉 述『大聖人楠公 決戰と楠公精神の昂揚に就て』日本外交協會、1943.7
- 林弥三吉 著『日本古名将と其の戦術』林弥三吉、1958
- 林弥三吉 著『日本古名将とその戦術』学陽書房 自衛隊教養文庫、1960